# Kazimieras Būga
Kazimieras Buga (Pažiegė, 6 de novembro de 1879 - 2 de dezembro de 1924) foi um filólogo e linguista Lituano. Foi professor de língua, devotou-se ao estudo da linguística comparativa do Indo-Europeu e da língua lituana

## Biografia
Nasceu em Pažiegė, uma aldeia perto Dusetos, naquela época parte do Império Russo, no seio de uma família de camponeses.
Começou seus estudos na escola de sua aldeia, depois continuou em Zarasai.
Subseqüentemente, os seus pais o enviaram para São Petersburgo, onde, em 1897 ingressou na Escola de Santa Catarina e, obedecendo a os seus pais, também ingressou na Academia Espiritual de São Petersburgo. Um ano depois, deu-se conta de sua falta de fé, deixou a academia, e por isso perdeu o apoio de seus pais, passando imediatamente a viver de forma independente. Para ganhar dinheiro, Būga deu aulas particulares e trabalhou no observatório meteorológico.
Em 1903 conheceu o professor de lingüista Kazimieras Jaunis, que o adotou como o seu secretário científico. Em 1905, com o apoio de sacerdotes lituanos e eruditos russos,  inscreveu-se na Universidade de São Petersburgo, onde estudou linguística. Seus professores incluíam estudiosos como Jan Baudouin de Courtenay, F. F. Fortunatov, A. A, Shakhmatov e A. J. Sobolevsky. Depois de se formar, ele foi autorizado a continuar trabalhando em lingüística indo-européia comparada sob a direção de J. Baudouin de Courtenay.
O seu primeiro trabalho foi intitulado Aistiškai Studija. Escreveu artigos científicos pelos quais recebeu prêmios. Em 1912, Būga começou a se preparar para  uma carreira de professor. Em 1914 ele recebeu uma bolsa e foi enviado ao exterior, em primeira instância para A. Bezzenberger em Königsberg, para aprofundar seus conhecimentos.
Em 1916 Būga tornou-se professor associado particular na Universidade de São Petersburgo, até 1919. Foi professor na Universidade de Perm e professor na Universidade de Tomsk. Em 1920 Būga voltou para a Lituânia. Em 1922 foi nomeado professor da recém-fundada Universidade de Kaunas, sendo quase o único responsável pelos cursos básicos de lingüística báltica e lingüística indo-européia comparada. Começou a publicar um dicionário da língua lituana. As difíceis condições de vida e o trabalho constante enfraqueceram a sua saúde. Foi levado para Königsberg para receber tratamento médico, onde morreu. Está enterrado em Kaunas.

## Obra
Escreveu para a imprensa a gramática de seu primeiro professor, K. Jaunius,  Lietuviu kalbos gramatika  (Gramática da língua lituana), publicado 1908-1911, e também a traduziu em russo, que acabou de publicar-se em 1916.
Investigou os nomes compostos lituanos e mostrou que eram mais antigos do que pensava-se anteriormente, descobrendo as formas corretas dos nomes dos príncipes de Lituânia. Com base em nomes de lugares e nomes de rios determinou que o território habitado pelos lituanos e outros povos bálticos no século IX chegou ao norte de Ucrânia. Também estudou o momento da recepção de empréstimos eslavos no lituano.
Identificou nomes de origem báltica em vários rios da Alemanha Oriental, mais tarde a pesquisa arqueológica confirmou a presença de povoadores bálticos na região por volta de 1500 a. C. 
Encontrou em cronicas medievais alemães e polonesas numerosos casos em que os prussianos e lituanos são chamados Getes, ou seja, getas ou godos. 
Produziu a sua mais importante obra no campo da lexicografia com matéria que começou a reunir em 1902, deu-se completamente a este trabalho em 1920, quando o ministro da educação lituano encomendou-lhe para escrever um dicionário, antes da sua morte, foi publicado o primeiro volume do Dicionário da língua lituana (Lietuvių žodynas kalbos).